# Oswaldo Ávila
Oswaldo Ávila (São Paulo, 1931 - São Paulo, 11 de dezembro de 2014) foi um ator e diretor brasileiro. Participou de diversas montagens teatrais e fez algumas participações na televisão, além de ter feito alguns curta metragens.
Entre os espetáculos mais conhecidos estão “Caiu o Ministério” e “Doze Homens e Uma Sentença”, onde ele substituiu o ator e diretor José Renato, que faleceu quando a peça estava em cartaz no Tuca.
Também lutou pelas causas da categoria artística e foi diretor-tesoureiro do SATED.
Ele morreu aos 83 anos e foi sepultado no Cemitério “Vale dos Reis”, em Taboão da Serra.